# Sulilaran
Sulilaran ist eine osttimoresische Aldeia im Suco Aidabaleten (Verwaltungsamt Atabae, Gemeinde Bobonaro). 2015 lebten in der Aldeia 758 Menschen.

## Geographie
Sulilaran liegt im Zentrum des Sucos Aidabaleten. Nördlich befindet sich die Aldeia Tutubaba, südlich die Aldeia Harame und südwestlich die Aldeia Biacou. Im Nordwesten liegt die Sawusee. Die nördliche Küstenstraße Timors führt auch entlang der Küste Sulilarans und durchquert die Siedlungen der Aldeia. Von Süden nach Norden sind dies Enelaran, Cotalaran (Kotalaran) und Makote.
In Cotalaran befinden sich Salzfelder ein Markt und eine Kapelle.

## Politik
2023 wurde Lusiano Pires zum Chefe de Aldeia gewählt.